# Максимов (Неклиновский район)
Максимов — хутор в Неклиновском районе Ростовской области, расположен у границы с Украиной.
Входит в состав Платовского сельского поселения.

## География

### Улицы
| - ул. Новостройки, - ул. Октябрьская, - ул. Садовая, - ул. Советская, - ул. Степная, | - пер. Кольцевой, - пер. Молодёжный. |

## Население
| 2010 |
| ---- |
| 305  |